# Pretty Maids
Die Pretty Maids sind eine von der New Wave of British Heavy Metal (NWoBHM) sowie den 1970er-Größen Deep Purple und Thin Lizzy inspirierte Hard-Rock- und Heavy-Metal-Band aus dem dänischen Horsens.
Die seit 1981 bestehende Band um den Sänger Ronnie Atkins und den Gitarristen Ken Hammer konnte zwar weltweit Hunderttausende von Tonträgern absetzen und sich durch ihr Songwriting und ihre Live-Darbietung einen relativ hohen Bekanntheitsgrad in der Metalszene aufbauen; ein dauerhafter kommerzieller Durchbruch blieb ihnen jedoch verwehrt.
Die Pretty Maids treten traditionell als Headliner auf, waren aber vereinzelt auch als Vorgruppe von Gruppen wie Black Sabbath, Deep Purple, Alice Cooper und Saxon unterwegs. Außerdem spielten sie beim Heavy Sound Festival in Poperinge (Belgien) 1985, der deutschen Auflage der Monsters-of-Rock-Festivals 1987 in Nürnberg, beim Wacken Open Air 2002 und 2013 sowie beim Bang Your Head 1999, 2006, 2011 und 2013 in Balingen.

## Bandgeschichte
Die Pretty Maids wurden von den beiden Freunden Kenneth Hansen (alias Ken Hammer) und Paul Christensen (alias Ronnie Atkins) im Jahr 1981 ursprünglich als Coverband gegründet. Bald nach der Gründung verlegte man sich von Coverversionen auf das Schreiben eigener Songs. Im Jahr 1982 wurde ein Demotape aufgenommen, das der Band ihren ersten Plattenvertrag beim englischen Underground-Label Bullet Records einbrachte. Auf Wunsch der Plattenfirma gaben sich die Dänen englisch klingende Pseudonyme. Bullet veröffentlichte 1983 eine Mini-LP mit dem Titel Pretty Maids, deren „billiges Cover“ (Ronnie) die junge Band entsetzte. Im selben Jahr tourte die Band durch England.
Als Vorgruppe bei der Skandinavien-Tour von Black Sabbath konnten sie deren damaligen Sänger Ian Gillan von sich überzeugen, der ihnen daraufhin einen Auftritt bei der englischen BBC Friday Night Rock Show verschaffte.
Anfang 1984 erfolgte der Wechsel zum Major-Label CBS Records, wo die selbstbetitelte Debüt-EP mit einem deutlich ansehnlicheren Titelbild neu aufgelegt wurde. Im Oktober 1984 wurde das erste Album der Gruppe, Red, Hot and Heavy, veröffentlicht. Der darauf enthaltene Titel Back to Back wurde unter anderem von Hammerfall auf deren Album Legacy of Kings gecovert.
Im Jahr 1986 gingen die Bandmitglieder in die USA, um dort zusammen mit den Produzenten Eddie Kramer und Kevin Elson das Album Future World aufzunehmen. An der Produktion des Albums war auch der durch Metallica bekannte Flemming Rasmussen beteiligt.
Future World wurde im April 1987 veröffentlicht; alleine auf dem deutschen Markt wurden über 100.000 Exemplare verkauft. Auf der folgenden Welttournee trat die Band u. a. als Vorgruppe von Deep Purple und im Vorprogramm des Monsters-of-Rock-Festivals in Deutschland auf. Dieses Album bedeutete für die Band den Durchbruch in der Rock-Szene. Die Pretty Maids definierten mit diesem Album ihren Stil aus aggressiven Rock-Riffs, gepaart mit melodisch ausgefeilten Arrangements.
Im Januar 1989 begann die Band in den USA zusammen mit Deep-Purple-Bassist Roger Glover als Produzent an einem neuen Album zu arbeiten. Durch einen Autounfall des Schlagzeugers Phil More verzögerte sich die Veröffentlichung von Jump the Gun auf April 1990. Es folgte eine weitere Welttournee.
Nach diversen Besetzungswechseln veröffentlichte man im April 1992 das wiederum von Flemming Rasmussen produzierte Album Sin-Decade. Im Sommer desselben Jahres wurde das Rock-Balladen-Album Stripped aufgenommen und veröffentlicht. Es enthält neben acht Eigenkompositionen auch zwei Coverversionen: Please Don’t Leave Me von den Thin-Lizzy-Köpfen Phil Lynott und John Sykes sowie 39 von Queen.
Im Verlauf des Jahres 1994 komponierte und produzierte die Band das Album Scream, das in Japan bereits 1994, in Europa jedoch erst 1995 veröffentlicht wurde. Im Rahmen der anschließenden Tournee durch Europa wurde das Live-Album Screamin’ Live aufgenommen. Da der Mitschnitt bei einem Konzert in Kopenhagen handelte, sind die Ansagen zwischen den Songs ausschließlich auf Dänisch.
Das nächste Album, Spooked, wurde wieder von dem Produzenten von Red, Hot and Heavy, Tommy Hansen, produziert, allerdings mit einem deutlich moderneren Klang. Es erschien im April 1997.
Im Oktober 1998 brachten die Pretty Maids ihr Best-of-Album Back to Back heraus, 1999 folgte das nächste Studioalbum Anything Worth Doing Is Worth Overdoing.
Am Ende des Jahres 2000 veröffentlichte man das Album Carpe Diem. Es folgte eine Europatournee mit der Schweizer Band Crystal Ball als Vorband.

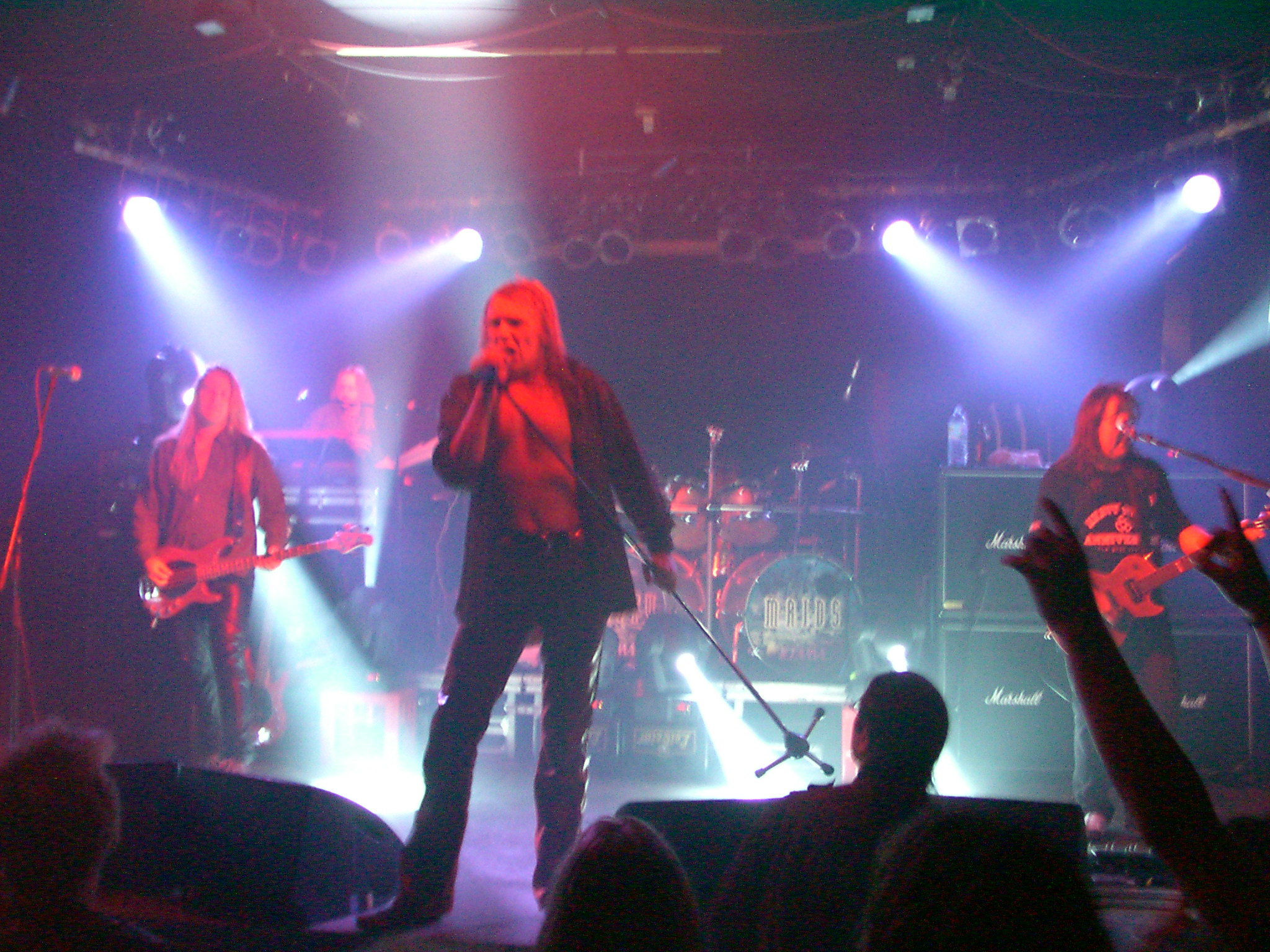
Pretty Maids live (2002)

Planet Panic erschien im Februar 2002. Das Lied Virtual Brutality nimmt Bezug auf die Attentate des 11. September. Bei der folgenden Welttournee wurden sie u. a. von ihren Landsleuten Royal Hunt begleitet.
Im Verlauf des Jahres 2002 geriet die Band durch die Insolvenz ihrer Managementfirma in diverse finanzielle und organisatorische Schwierigkeiten, wegen derer sich die Bandmitglieder eine längere Auszeit gönnten, während der kein neues Studioalbum erschien.
Unterbrochen wurde diese Auszeit durch die Veröffentlichung eines weiteren Live-Albums (Alive at Least im März 2003) und diverse Konzerte bei Festivals in Europa. Ende 2003 wurde bei dem Gitarristen Ken Hammer eine schwere Erkrankung diagnostiziert, von der er sich jedoch im Verlauf der nächsten Monate wieder erholte. Im Herbst 2006 erschien das Album Wake up to the Real World, das neben den Eigenkompositionen eine Coverversion von Deep Purples Perfect Strangers enthält. Ende 2008 gingen Ken Hammer und Ronnie Atkins mit veränderter Besetzung auf Tour. Für den langjährigen Schlagzeuger Michael Fast kam der ehemalige Royal-Hunt-Schlagzeuger Alan Tschicaya, für den ebenfalls langjährigen britischen Session-Keyboarder Dominic Gale der Däne Morten Sandager in die Band.
Am 27. April 2010 gaben Atkins und Hammer die Trennung von dem Bassisten Kenn Jackson bekannt, für die persönliche Differenzen als Grund angegeben wurde. Als sein Nachfolger wurde umgehend der ebenfalls aus Dänemark stammende Bassist Hal Patino (ehemals Mercyful Fate, King Diamond) als festes Mitglied geholt. Am 14. Mai 2010 erschien das neue Album Pandemonium, produziert von Jacob Hansen, das in den Kritiken der Fachpresse gefeiert und in eine Reihe mit den frühen Erfolgen gestellt wurde. Die Band ging ab Ende Oktober 2010 auf Europatournee.
2011 wurde Hal Patino durch den auf Mallorca lebenden Dänen Rene Shades ersetzt. Shades spielte in den 1990er Jahren Gitarre in einer dänischen Hardrockband, mit der er zeitweise in die USA auswanderte. Heute spielt und komponiert er zwischen den Tourneen mit den Pretty Maids zusammen mit seinem Schulfreund Martin Peters im Duo Shades & Peters.
Im März 2013 erschien das 13. Studioalbum Motherland. Die Single Mother of All Lies wurde am 22. Januar veröffentlicht.
Am 21. März 2014 erschien die CD Louder Than Ever, eine Mischung von Neuaufnahmen alter Songs. Darauf sind auch vier komplett neue Songs zu hören.
Im Oktober 2019 wurde bekannt, dass Sänger Ronnie Atkins an Lungenkrebs erkrankt sei. Zwischenzeitlich wurde im Februar 2020 die Heilung von Atkins bekannt gegeben. Im Oktober 2020 gab Atkins auf seiner Facebook-Seite bekannt, dass der Krebs zurückgekehrt sei und gestreut habe. Der Krebs befindet sich aktuell im 4. Stadium und gilt nun als unheilbar. Atkins kündigte dennoch an, an neuer Musik zu arbeiten.

## Diskografie

### Studioalben
- 1984: Red, Hot and Heavy
- 1987: Future World
- 1990: Jump the Gun (in den USA und Kanada unter dem Titel Lethal Heroes veröffentlicht)
- 1992: Sin-Decade
- 1993: Stripped
- 1994: Scream
- 1997: Spooked
- 1999: Anything Worth Doing Is Worth Overdoing
- 2000: Carpe Diem
- 2002: Planet Panic
- 2006: Wake Up to the Real World
- 2010: Pandemonium
- 2013: Motherland
- 2016: Kingmaker
- 2019: Undress Your Madness

### Livealben
- 1995: Screamin’ Live
- 2003: Alive at Least
- 2012: It Comes Alive (Maid in Switzerland)
- 2020: Maid in Japan – Future World Live 30 Anniversary

### Kompilationen
- 1998: The Best Of...Back to Back
- 1999: First Cuts and Then Some
- 2014: Louder Than Ever

### EPs
- 1983: Pretty Maids
- 1990: In Santa’s Claws
- 1992: Offside
- 1999: Massacre’s Classix Shape Edition (Shape-CD)

### Singles
- 1985: Red, Hot and Heavy
- 1985: Waitin’ for the Time
- 1987: Future World
- 1987: Love Games
- 1990: Savage Heart
- 1990: Young Blood
- 1992: Please Don’t Leave Me
- 1992: In the Minds of the Young
- 1993: If It Ain’t Gonna Change
- 1994: Walk Away
- 1997: Hard Luck Woman
- 1999: Hell on High Heels
- 2010: Little Drops of Heaven
- 2013: Mother of All Lies
- 2013: Sad to See You Suffer
- 2016: Face the World

### Promo-Singles
- 1997: If It Can’t Be Love
- 1999: With These Eyes
- 2000: For Once in Your Life
- 2000: Clay

## Videografie

### Videoalben
- 2012: Bonus-DVD zu It Comes Alive (Maid in Switzerland)

### Musikvideos
- 1987: Future World
- 1987: Love Games
- 1990: Savage Heart
- 1992: Please Don’t Leave Me
- 1999: Hell on High Heels
- 2010: Little Drops of Heaven
- 2013: Mother of All Lies
- 2014: Nuclear Boomerang
- 2014: My Soul to Take
- 2014: Heart Without a Home
- 2016: Face the World
- 2016: Kingmaker